# Lijst van onderwijsinstellingen in Haarlemmermeer
Dit is een lijst van scholen in de Nederlandse gemeente Haarlemmermeer.

## Primair onderwijs
| Plaats       | School                            | Soort school            |
| ------------ | --------------------------------- | ----------------------- |
| Abbenes      | De Tonne                          |                         |
| Badhoevedorp | Burgemeester Amersfoordtschool    | Openbaar                |
| Badhoevedorp | Dr. Plesmanschool                 |                         |
| Badhoevedorp | G.Th. Rietveldschool              | Openbaar                |
| Badhoevedorp | Oranje Nassauschool               |                         |
| Buitenkaag   | St. Willibrordusschool            |                         |
| Hoofddorp    | Caleidoscoop                      | Interconfessioneel      |
| Hoofddorp    | Bikube                            | Openbaar                |
| Hoofddorp    | De Bosbouwers                     | Protestants-christelijk |
| Hoofddorp    | De Bosrank                        | Openbaar                |
| Hoofddorp    | De Brandaris                      | Protestants-christelijk |
| Hoofddorp    | De Octopus                        | Openbaar                |
| Hoofddorp    | De Optimist                       | Openbaar                |
| Hoofddorp    | De Regenboog                      |                         |
| Hoofddorp    | De Tovercirkel                    | Openbaar                |
| Hoofddorp    | De Wegwijzer                      |                         |
| Hoofddorp    | De Wijngaard                      | Protestants-christelijk |
| Hoofddorp    | De Wilgen                         | Katholiek               |
| Hoofddorp    | Dik Tromschool                    | Openbaar, Dalton        |
| Hoofddorp    | Eerste Montessorischool Hoofddorp |                         |
| Hoofddorp    | Freinetschool                     | Openbaar, Freinet       |
| Hoofddorp    | Het Braambos                      |                         |
| Hoofddorp    | IJwegschool                       | Openbaar, Jenaplan      |
| Hoofddorp    | Juliana van Stolbergschool        | Protestants-christelijk |
| Hoofddorp    | Klavertje vier                    |                         |
| Hoofddorp    | Klimop                            | Rooms-Katholiek         |
| Hoofddorp    | Klippeholm                        | Rooms-katholiek         |
| Hoofddorp    | Michaël School Haarlemmermeer     | Vrijeschool             |
| Hoofddorp    | Montessorischool Toolenburg       |                         |
| Hoofddorp    | Tabitha                           | Protestants-christelijk |
| Hoofddorp    | Twickel                           | Openbaar                |
| Hoofddorp    | Vesterhavet                       | Protestants-christelijk |
| Hoofddorp    | Vredeburg                         | Rooms-katholiek         |
| Lisserbroek  | De Reiger                         |                         |
| Lisserbroek  | De Zilvermeeuw                    |                         |
| Nieuw-Vennep | ’t Joppe                          | Openbaar                |
| Nieuw-Vennep | ’t Venne                          | Rooms-katholiek         |
| Nieuw-Vennep | Antoniusschool(Kalslagerring)     | Rooms-katholiek         |
| Nieuw-Vennep | Antoniusschool(Ridderspoorstraat) | Rooms-katholiek         |
| Nieuw-Vennep | Bommelstein                       | Rooms-katholiek         |
| Nieuw-Vennep | De Ark                            | Protestants-christelijk |
| Nieuw-Vennep | Johannes Westeijnschool           | Protestants-christelijk |
| Nieuw-Vennep | Het Palet                         | Openbaar, Dalton        |
| Nieuw-Vennep | Merlijn                           | Openbaar                |
| Nieuw-Vennep | De Boog                           | Openbaar, Montessori    |
| Nieuw-Vennep | Op Dreef                          | Rooms-katholiek         |
| Nieuw-Vennep | Opmaat                            | Christelijk             |
| Nieuw-Vennep | De Polderrakkers                  | Protestants-christelijk |
| Nieuw-Vennep | Rehoboth                          | Protestants-christelijk |
| Nieuw-Vennep | Samenspel                         | Openbaar                |
| Rijsenhout   | De Zevensprong                    | Openbaar                |
| Rijsenhout   | Immanuëlschool                    | Protestants-christelijk |
| Vijfhuizen   | De Tweemaster                     |                         |
| Vijfhuizen   | De Waterwolf                      |                         |
| Zwaanshoek   | De Zwanebloem                     |                         |
| Zwanenburg   | Aldoende                          |                         |
| Zwanenburg   | De Achtbaan                       |                         |
| Zwanenburg   | De Meerbrug                       |                         |
| Zwanenburg   | Gaandeweg                         |                         |

## Speciaal onderwijs
| Plaats       | School                                   | Soort school |
| ------------ | ---------------------------------------- | ------------ |
| Cruquius     | De Waterlelie                            |              |
| Hoofddorp    | PI-school De Ster                        | Openbaar     |
| Hoofddorp    | Dr. J.P. Heijeschool                     | Openbaar     |
| Hoofddorp    | Het Kompas                               |              |
| Hoofddorp    | De Klimboom                              |              |
| Hoofddorp    | Martin Luther Kingschool                 |              |
| Nieuw-Vennep | Het Kompas (locatie Haarlemmermeer zuid) |              |

## Voortgezet onderwijs
| Plaats       | School                                        | Soort school            | Niveau                                           |
| ------------ | --------------------------------------------- | ----------------------- | ------------------------------------------------ |
| Hoofddorp    | Altra College (Haarlemmermeer)                | Speciaal onderwijs      | vmbo-t                                           |
| Hoofddorp    | Haarlemmermeer Lyceum                         | Openbaar                | vmbo-t, havo, vwo, IB, TTO, Dalton               |
| Hoofddorp    | Hoofdvaart College                            | Openbaar                | vmbo-b, vmbo-k                                   |
| Hoofddorp    | Kaj Munk College                              | Protestants-christelijk | vmbo-t, havo, vwo. science, technasium, atheneum |
| Hoofddorp    | Katholieke Scholengemeenschap Hoofddorp (KSH) | Rooms-katholiek         | vmbo-t, havo, atheneum, gymnasium                |
| Hoofddorp    | Praktijkschool De Linie                       |                         | praktijkonderwijs                                |
| Hoofddorp    | Praktijkschool Koningin Emma                  |                         | praktijkonderwijs                                |
| Nieuw-Vennep | Herbert Vissers College                       | Christelijk             | vmbo-b, vmbo-k, vmbo-t, havo, vwo                |

## MBO en Hoger Onderwijs
| Plaats       | School                                  | Niveau |
| ------------ | --------------------------------------- | ------ |
| Hoofddorp    | Nova College                            | mbo    |
| Hoofddorp    | ROC van Amsterdam - MBO College Airport | mbo    |
| Hoofddorp    | Hoofdvaart College                      | mbo    |
| Badhoevedorp | Tyndale Theological Seminary (Europe)   | ho     |